# Годентаг
Годендаг (нід. goedendag, букв. «добрий день») — середньовічна держакова ударно-колюча зброя: важка дерев'яна палиця у зріст людини з держаком, що розширювався вгорі, обкованим залізом та забезпеченим гострим шипом.
Найбільшого поширення набула у Фландрії XIV століття.

## Походження назви
Це поняття пов'язують з повстанням в Брюгге у 1302 році, на якому місцеві гільдії вітали перехожих фразою «добрий день!», вбиваючи тих, хто відповідав із французьким акцентом. Фламандці ж іменують зброю gepinde staf («держак із шипом»).
Так само, термін «годендаг» пов'язують зі словом dagger (кинджал), яке використовують в німецькій та англійській мовах. В результаті цієї теорії зброя іменується як «гарний кинджал». «Dag (ger)» не використовується в сучасній голландській мові, при цьому «годендаг» як і раніше означає «добрий день».
Зброя використовувалася гільдіями Фландрії в битві і проти французьких лицарів в районі Кортрейк (Courtrai), 11 липня 1302 року. На різних картинах, фресках і інших ілюстраціях ми можемо бачити, що годендагом часто озброювали фламандських ополченців.

## Застосування
Володар годентага був однаково небезпечним як для пішого противника, закутого в броню, так і проти кінного вершника. Удар годендагом як палицею міг цілком оглушити людину або налякати коня, а укол вістрям — пробити металевий нагрудник, шолом або завдати серйозну травму коневі.
Годендаг не був однаковою зброєю, у кожній кузні вироблялась власна версія зброї, що відрізнялася не тільки довжиною і вагою, але і формою залізного вістря, товщиною древка. Зазвичай довжина годендага становила до півтора метрів і вага близько 2 кг.
Годендаг, ймовірно, встановлювали на землю, фіксуючи ногами і направляючи обома руками. Товщина наконечника древка збільшувала ймовірність пронизати і коня, і вершника.
Відомий опис битви із застосуванням подібної зброї: Бійців розташовували між списоносцями чи в другій шерензі, ті, використовуючи свою коротку, але важку зброю, виводили з ладу коней супротивника.

## Переваги та недоліки

### Переваги
- До основної переваги цієї зброї слід віднести її дешевизну виготовлення. Незаможна людина (містянин чи селянин) могла придбати у коваля лише шипоподібну насадку, а саму палицю, що є основою зброї, виготовити самостійно на свій смак
- Безсумнівною перевагою є комбінована дія зброї: нею можна не лише колоти, але й дробити, що давало змогу застосування проти важкої лицарської кінноти

### Недоліки
- Значна маса і необхідність утримувати зброю двома руками позбавляла воїна можливості використовувати захисні обладунки (щит, тощо)
- Годендагом було зручно битися на відкритій місцевості, коли була гарна можливість для замаху; проте, сама тактика дій піших пікінерів проти важкої кінноти примушувала їх вишиковуватися у щільні фаланги, де бійці діяли плечем до плеча[3] Такий стрій не дозволяв використовувати в повній мірі кінематику годентагів, їх вимушено використовували як звичайні піки, що, зважаючи на значно меншу довжину древка, знижало ефективність застосування; окрім того, щільна фаланга незахищених воїнів (руки зайняті зброєю, а не щитом) не могла маневрувати, тому будь-який обстріл лучників чи артилерії обов'язково приводив до значних втрат ще до підходу ворожої кінноти.